# دانیلا پشتووا
دانیلا پشتووا (به چکی: Daniela Peštová) (متولد ۱۴ اکتبر ۱۹۷۰)، یک مدل چکی می‌باشد. او متولد تپلیتسه، جمهوری چک بوده و توسط سازمان مدلینگ مادیسون کشف شد. پستووا برای خود برنامه داشت تا به کالج برود اما زمانی که در یک مسابقۀ مدلینگ برنده شد، درس را رها کرد و به پاریس رفت. او یکی از "فرشته‌های" سابق کمپانی ویکتوریا سکرت بود. دانیلا هم‌اکنون بازنشسته شده و در نیویورک زندگی می کند.